# Dorota Medyńska
Dorota Medyńska (Bolesławiec, 15 aprile 1993) è una pallavolista polacca.
Gioca nel ruolo di libero nel Developres Rzeszów.

## Carriera
La carriera di Dorota Medyńska inizia nel 2005, quando entra a far parte del settore giovanile della squadra della sua città natale, il TOP Bolesławiec, nel quale gioca per tre annate. In seguito veste la maglia della formazione federale dello SMS PZPS Sosnowiec, nuovamente per tre annate. Diventa professionista nella stagione 2011-12, esordendo in Liga Siatkówki Kobiet con il Gwardia Wrocław, restando nel club anche nelle due stagioni successive, nelle quali compare con la nuova denominazione Impel; nel 2013 fa il suo esordio nella nazionale polacca.
Nella stagione 2014-15 viene ingaggiata dal Budowlani Łódź dove rimane per un biennio, passando quindi al Muszyna nell'annata 2016-17.
Nel campionato 2018-19 veste la maglia del Developres Rzeszów.